# Păzitorii timpului
Păzitorii timpului (1960) (titlu original Guardians of Time) este o antologie science fiction care cuprinde patru povestiri scrise de Poul Anderson în cadrul seriei Patrula timpului. Antologia a fost re-editată în 1981 cu titlul The Guardians of Time, adăugându-i-se încă o povestire, "Cascadele din Gibraltar". Traducerea românească a fost făcută după această ediție.

## Conținut
- Patrula timpului (Time Patrol)
- Tăria de a fi rege (Brave to Be a King)
- Cascadele din Gibraltar (Gibraltar Falls)
- Singurul joc posibil (The Only Game in Town)
- Delenda Est (Delenda Est)

### Patrula timpului
Prima povestire din seria Patrula timpului a apărut în 1955 în Magazine of Fantasy and Science Fiction.
Prima misiunea a lui Manse Everard este de a corecta o încălcare a regulilor temporale petrecută în secolul al V-lea în Insulele Britanice, la puțin timp după invazia iuților, anglilor și saxonilor. După rezolvarea cazului, Everard sfidează la rândul său legile temporale, ajutându-și un coleg să își salveze iubita care fusese omorâtă în timpul celui de-Al Doilea Război Mondial.
Prima traducere în limba română a povestirii i-a aparținut lui Dorin A. Groza și a fost serializată în numerele 343-345 / 1969 ale Colecției de povestiri științifico-fantastice.

### Tăria de a fi rege
Povestirea a fost inițial serializată în Magazine of Fantasy and Science Fiction în 1959.
Manse Everard trebuie să găsească un agent al Patrulei Timpului dispărut în perioada lui Cyrus al II-lea cel Mare. Spre marea lui surpriză, se dovedește că agentul a devenit marele conducător al Persiei, cei doi agenți fiind nevoiți să modifice unele evenimente pentru a permite istoriei să-și păstreze cursul.

### Cascadele din Gibraltar
Povestirea nu a fost inclusă în prima ediție a antologiei, apărută în 1960. Ea a fost publicată în 1975 în Magazine of Fantasy and Science Fiction, fiind cuprinsă abia în ediția din 1981, cea după care s-a făcut și traducerea în limba română.
Doi agenți care studiază perioada formării strâmtorii Gibraltar suferă un accident, în care unul dintre ei dispare. Supraviețuitorul călătorește în timp pentru a-și salva colegul, încălcând astfel legile temporale.

### Singurul joc posibil
Povestirea a apărut pentru prima dată în 1960 în Magazine of Fantasy and Science Fiction.

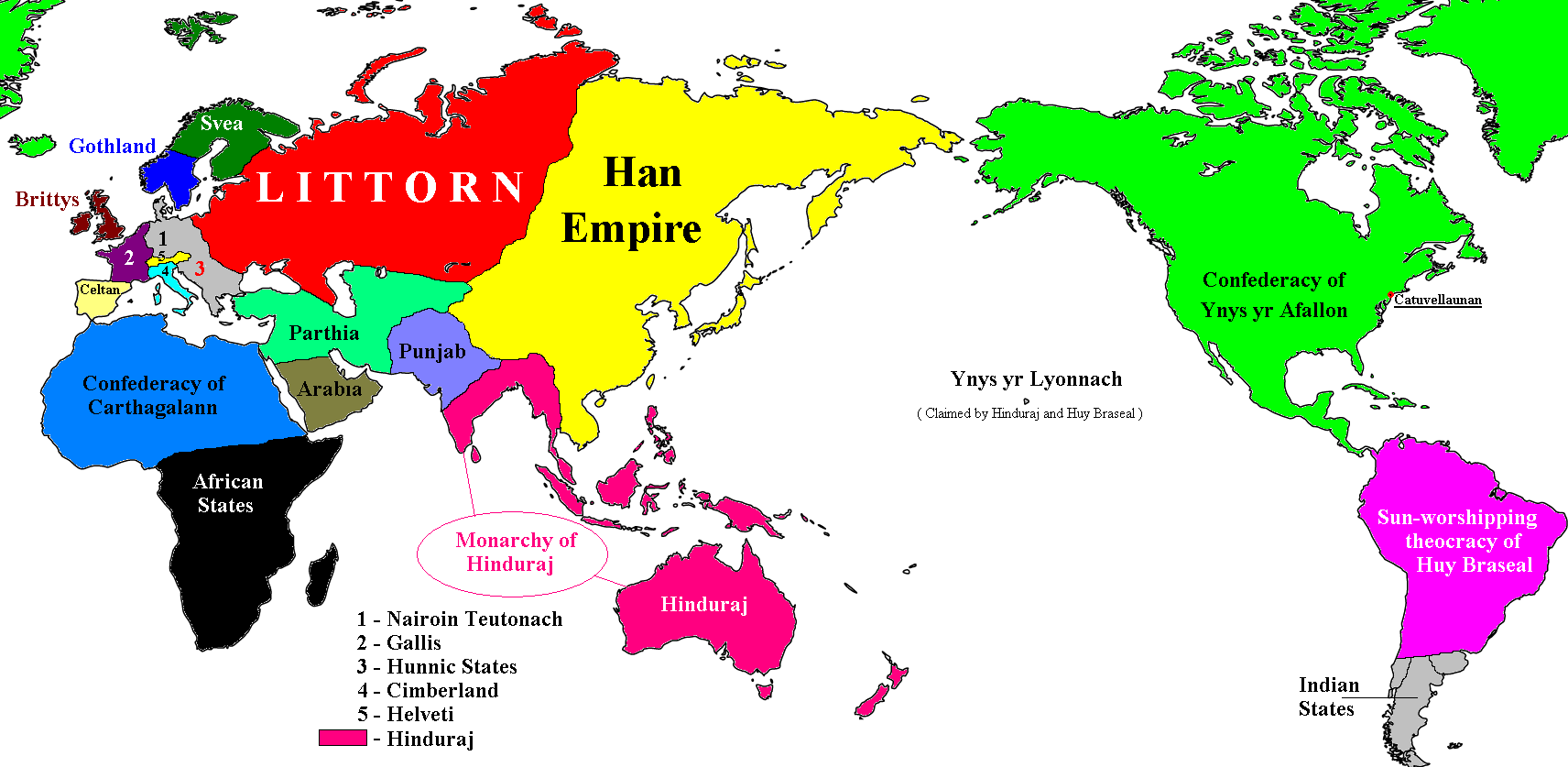
Harta lumii din povestirea Delenda Est

Everard și un alt agent al Patrulei călătoresc în perioada lui Gingis Han, pentru a opri cucerirea continentului american de către armatele acestuia, cu mai bine de 200 de ani înainte de descoperirea acestui continent de către Cristofor Columb.

### Delenda Est
A cincea povestirea a seriei Patrula timpului a apărut inițial în Magazine of Fantasy and Science Fiction în 1955.

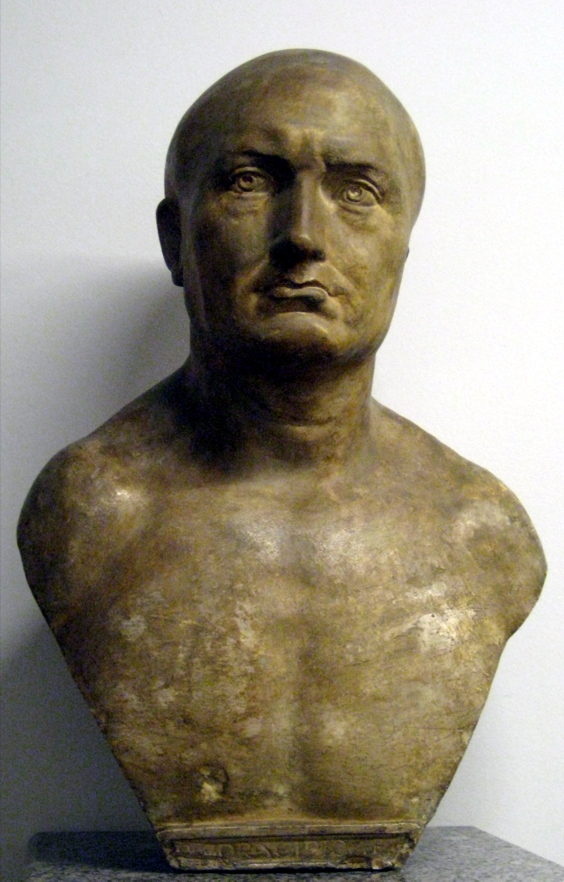
Scipio Africanul, în Delenda Est este ucis de doi călători temporali

Călătorind în viitor, Everard și un coleg de pe Venus descoperă că a avut loc o modificare a istoriei. Cercetările le indică faptul că ruptura s-a produs în perioada Imperiului Roman, care a pierdut Al Doilea Război Punic din cauză că doi călători temporali l-au ucis pe Scipio Africanul. Cei doi agenți sunt nevoiți să facă salturi în timp, pentru a împiedica acel eveniment și a ajuta istoria să revină la cursul ei firesc.